# Шевченко Григорій Панасович
Шевченко Григорій Панасович (15.02.1948, с. Лютенські Будища Зіньківського району Полтавської області) — український дослідник Антарктиди.
З 1971 року постійно проживав у Ленінграді. Тут Г. Шевченко дізнався про набір у одну з чергових Радянських Антарктичних експедицій і виявив бажання приєднатися до неї. В 1978 році був викликаний до Смольного палацу на співбесіду.
Григорій Шевченко був учасником 24-ї Антарктичної експедиції (1978—1980, Є. С. Короткевич, О. К. Седов). Вирушивши з Одеси, пливли на кораблі через Середземне море (з зупинкою на Сицилії) та Канарські острови. На станції Новолазаревській неподалік оази Ширмахера всього було 44 полярника, поруч знаходилася станція Німецької Демократичної республіки (в обох станцій була спільна їдальня). Під час першого перебування в Антарктиді Г. Шевченко працював будівельником — зводив ангари для техніки, сховища.
У 1984—1985 роках перебував у складі 29-ї Антарктичної експедиції (Л. В. Булатов, М. І. Тябін). Експедиція базувалася на станції Мирний, де знаходиться одне з найбільших кладовищ Антарктиди (до 100 поховань). За словами самого Григорія Панасовича, умови на станції були спартанськими:
|  | Безумовно, на станціях західних країн умови життя були значно кращі, ніж у нас. Зі своїми домашніми спілкувалися тільки за допомогою радіорубок. Відповіді приходили лише на заздалегідь поставлені питання. На кожній станції був представник КДБ. Перед поверненням на материк «кагебістів» нерідко били. В обох експедиціях сільським хлопцем був лише я. Запам’яталося, що спеціалісти до обслуговуючого персоналу ставилися зверхньо. |

Нині Г. Шевченко на заслуженому відпочинку, мешкає в рідному селі.